# 汤光
汤光（1930年2月—），男，浙江湖州人，中国医院药学专家，曾任北京友谊医院主任药师，药典委员会委员，中国药学会理事。